# Fasti triumphales

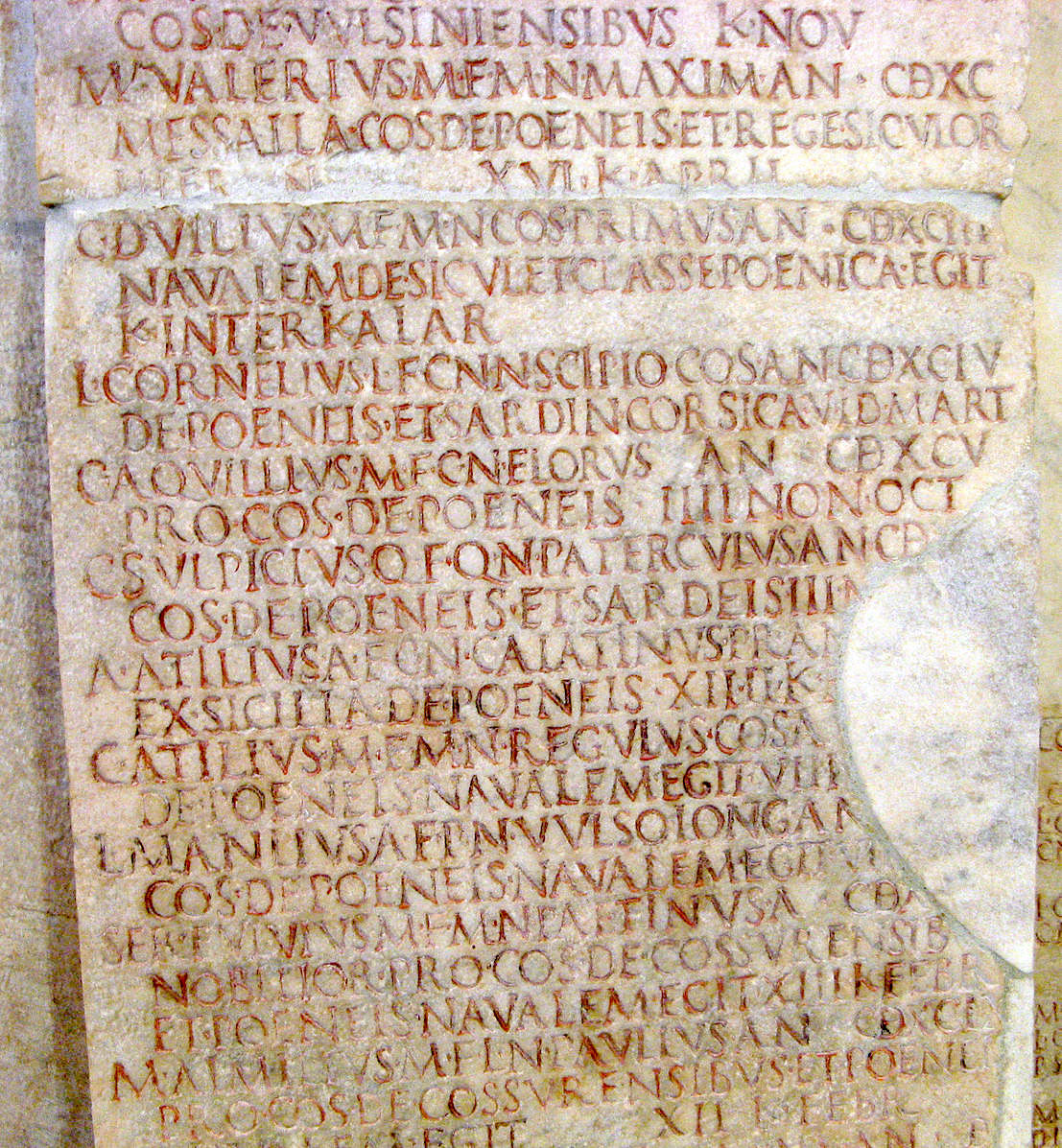
Frammento dei Fasti trionfali conservato ai Musei Capitolini.

I fasti triumphales erano un elenco annuale dei trionfi effettuati dai magistrati nell'antica Roma. Furono pubblicati nel 12 a.C. Contenevano l'elenco dei generali vittoriosi dalla fondazione di Roma fino al principato di Augusto. Sono conservati in una più ampia iscrizione presso i Musei Capitolini a Roma.

## Elenco

### Epoca regia
- 752/751 a.C. Romolo figlio di Marte, re, trionfò sul popolo dei Ceninensi (Caeninenses),[2][3][4] calende di marzo (1º marzo)
- 752/751 a.C. Romolo figlio di Marte, re, trionfò per la seconda volta sugli abitanti di Antemnae (Antemnates)[3][5]
- mancano 11 righe dove potrebbero essere stati conseguiti i seguenti successi, da parte di:
  1. Romolo sui Crustumini[3][5]
  2. Romolo sui Sabini[3][5]
  3. Romolo sulla città di Medullia[6]
  4. Romolo sulla città di Fidene,[3] dopo la morte di Tito Tazio (avvenuta dopo cinque anni di regno, attorno al 748/746 a.C.[7])
  5. Romolo sulla città di Cameria, sedici anni dopo la fondazione di Roma[6][8] (737-736 a.C.)
  6. Romolo sugli Etruschi (veienti) nel territorio dei Septem pagi (comprese le Saline),[3][6] dopo la vittoria sui Fidenati (celebrata alle Idi di ottobre)[7]
- (data non specificata, compresa tra il 675 ed il 616 a.C.) Anco Marzio, re, trionfò sui Sabini e Veienti
- (data non specificata, compresa tra il 616 ed il 588 a.C.) Tarquinio Prisco, figlio di Damaratus, re, trionfò sui Latini, calende del quinto mese (1º luglio)[9]
- 588/587 a.C. Tarquinio Prisco, figlio di Damaratus, re, trionfò per la seconda volta sugli Etruschi, calende di aprile (1º aprile)
- 585/584 a.C. Tarquinio Prisco, figlio di Damaratus, re, trionfò per la terza volta, sopra i Sabini, idi di settembre (13 settembre)[10]
- 571/570 a.C. Servio Tullio, re, trionfò sopra gli Etruschi, calende di dicembre (25 novembre)
- 567/566 a.C. Servio Tullio, re, trionfò per la seconda volta, sugli Etruschi, calende dell'8 giugno (25 maggio)
- (data non specificata, compresa tra il 567/566 a.C. ed il 539 a.C.) Servio Tullio, re, trionfò sugli Etruschi [...].
- (data non specificata, compresa tra il 535 a.C. ed il 509 a.C.) Tarquinio il Superbo, figlio di Prisco, re, trionfò contro i Volsci.[11][12]
- (data non specificata, compresa tra il 535 a.C. ed il 509 a.C.) Tarquinio il Superbo, figlio di Prisco, re, trionfò contro i Sabini.

### Epoca repubblicana
- 505/504 a.C. il console Publio Valerio Publicola celebrò un trionfo sia sui Sabini, sia sui Veienti nel maggio del 504 a.C..
- 282/281 a.C.: Gaio Fabricio Luscino, console, trionfò su Sanniti, Lucani e Bruzi, none di Marzo (5 marzo)[13]
- 280 a.C.: Tiberio Coruncanio, console, trionfò sulle città etrusche di Vulci e Volsinii
- 268-267 a.C.: i consoli Publio Sempronio Sofo e Appio Claudio Russo trionfarono sui Piceni[14]
- 222 a.C.: Marco Claudio Marcello, console romano, sconfisse a duello il re dei Galli insubri Viridomaro ottenendo la spolia opima.
- 218 a.C.: Lucio Emilio Paolo e Marco Livio Salinatore, sottomisero l'Illiria di Demetrio di Faro.[15]
- mancano a questo punto ben 33 righe (tra il 155 ed il 129 a.C.), dove potrebbero essere stati conseguiti i seguenti successi:
  - 145 a.C.: Quinto Cecilio Metello Macedonico trionfa sui Macedoni al termine della quarta guerra contro di loro (vittoria dell'anno precedente).[16]
  - 145 a.C.: Publio Cornelio Scipione Emiliano trionfa sui Cartaginesi al termine della terza guerra contro di loro (vittoria dell'anno precedente).[16]
  - 135 a.C.: Decimo Giunio Bruto Galleco trionfa sui Galleci (vittoria dell'anno precedente).[17][18]
  - 130 a.C.: Marco Ebuzio Perperna trionfò[19] su Aristonico (o "Eumene III", probabile figlio illegittimo di Eumene II e fratello del re defunto).[20]
- 128 a.C. il console Gaio Sempronio Tuditano trionfava sulle popolazioni di Iapodi e Liburni dall'Italia settentrionale (dal suo "quartier generale" di Aquileia, come risulta da un elogio allo stesso dedicato[21]), oltre alle popolazioni Alpine dei Carni e dei Taurisci (della zona di Nauporto).[22]
- 126 a.C.: Manio Aquilio, proconsole d'Asia, idi di Novembre (11 novembre). Aquilio era stato inviato per sedare una rivolta nell'ex-regno di Attalo III, e trasformare i suoi territori nella prima provincia romana dell'area asiatica (129 a.C.).[23]
- Nel 118 a.C. Lucio Cecilio Metello trionfava per aver portato a termine l'anno precedente una campagna vittoriosa contro i Dalmati e meritando il titolo vittorioso di Delmaticus.[24]
- 81 a.C. Lucio Licinio Murena, propretore combatté contro il re Mitridate VI [...]

mancano a questo punto una trentina di righe (dall'81 al 62 a.C.), dove potrebbero essere stati conseguiti i seguenti successi:
[...]
- 62 a.C.: Quinto Cecilio Metello Cretico, proconsole dell'isola di Creta, [trionfò sui pirati] calende di giugno.

### Epoca alto-imperiale
- 30 giugno del 34 a.C., Tito Statilio Tauro (console suffecto nel 37 a.C. e poi ancora nel 26 a.C.) ottenne il trionfo ex Africa;[1]
- 16 agosto del 28 a.C., il console suffetto del 33 a.C., Lucio Autronio Peto, proconsole d'Africa nel 29/28 a.C., ottenne un nuovo trionfo ex Africa;[1]
- 12 ottobre del 21 a.C., il console suffetto del 34 a.C., Lucio Sempronio Atratino, proconsole d'Africa nel 22/21 a.C. ottenne il trionfo ex Africa;[1]
- nel 19 a.C., Lucio Cornelio Balbo ottenne il trionfo ex Africa.[1][25] Dopo Balbo, il trionfo fu celebrato solo da imperatori o membri della famiglia imperiale.